# Karneval
Karneval (カーニヴァル,?  muchas veces romanizado K∀RNEVAL) es una serie de manga creada por Touya Mikanagi. Se serializó en la revista mensual de demografía josei Gekkan Comic Zero Sum, publicada por la editorial Ichijinsha, a principios del año 2008. Se confeccionaron veintiocho volúmenes que recopilan los capítulos de la obra.
Una adaptación al anime se confirmó y se estrenó el 3 de abril de 2013 en el canal de televisión Asahi Broadcasting Corporation. Se obtuvo la licencia para transmitir en los Estados Unidos por FUNimation Entertainment, y se estrenó el 8 de abril de 2013 a las 12:35 p. m. EST. Bandai Visual lanzó la serie de televisión en discos Blu-ray y DVD con subtítulos en inglés. El primer volumen fue publicado el 28 de mayo de 2013.

## Argumento
La historia gira en torno a Nai, quien busca a alguien importante para él, Karoku, teniendo como única pista un brazalete. Nai conoce a Gareki, un ladrón, cuando éste asalta la mansión donde era prisionero. Gareki lo ayuda a escapar y, creyendo que son perseguidos por la policía, se escapan en un tren. En este incidente se topan con "Circus", la organización de defensa más poderosa del país, a la que se unen especialmente porque Nai necesita ser protegido de la organización que está en contra de ellos, "Kafka".

## Personajes

### Personajes principales
- Nai ( 无?)

Seiyū: Hiro Shimono
Personaje protagonista que a primera vista se enseña tímido y retraído pero cuyas acciones son, sorprendentemente, audaces e impredecibles. Amable, ingenuo e inocente, suele tener dependencia hacia otras personas. No conoce demasiado sobre el mundo exterior y tiene un vocabulario limitado. Su sentido de la audición está más desarrollado que el de la mayoría, ya que es un animal (más específicamente, un niji) que habita en un bosque donde es vital el uso del sentido del oído para poder sobrevivir.
- Gareki ( 花礫 ?)

Seiyū: Hiroshi Kamiya
Es un muchacho que se gana la vida robando mansiones de ricos. Es muy inteligente y agudo, su punto fuerte es el amplio conocimiento que tiene sobre los mecanismos. Desconfía de la gente y no es muy sociable. A pesar de su actitud arrogante, es amable y cariñoso (tiene debilidad por los niños, especialmente por Nai), aunque no quiere que otras personas conozcan este aspecto de su personalidad. Considera a Yogi molesto e infantil.

### Circus
- Yogi ( 與儀  Yogi?)

Seiyū: Mamoru Miyano
Un hombre optimista y alegre. A pesar de su edad, se comporta como un niño, pde modo que es el compañero de juegos perfecto para Nai, al que suele llamar «Nai-chan». Tiende a ser asustadizo y bastante susceptible. Es un maestro de la esgrima, aunque le desagrada luchar y prefiere jugar con los niños. Yogi está bajo las órdenes de Circus como combatiente de la segunda nave. A medida que pasa el tiempo, él y Gareki se vuelven amigos. Por una razón desconocida le siente terror al doctor Akari.
- Tsukumo ( ツクモ  Tsukumo?)

Seiyū: Aya Endō
Una chica hermosa que es la estrella del espectáculo inaugural acrobático Circus. Tiene una personalidad seria y dedicada, es adulada tanto por hombres como por mujeres debido a su innegable belleza. Ella parece haber conocido Hirato antes de entrar en Circus, cuando era muy pequeña. Ahora, es subordinada de la segunda nave de Circus, además de experta acróbata. A pesar de su apariencia frágil, es muy fuerte. Está bajo las órdenes de Circus como combatiente de la segunda nave, en el manga suele estudiar con Nai (al igual que Yogi lo trata como hermano pequeño).
- Hirato (平門 Hirato?)

Seiyū: Daisuke Ono
Capitán de la segunda nave de la organización de Defensa Nacional Circus. Un hombre muy educado de 27 años de edad, que no toma su trabajo demasiado en serio, pero a fin de cuentas lo hace bien. Su sonrisa puede ser engañosa. Al tomar a Gareki y a Nai a bordo de su barco, les confía a Yogi y Tsukumo su custodia. Su arma es un bastón, y el nombre de su ataque especial es Vakuum (alemán para el "vacío"). Se preocupa mucho por Tsukumo desde que era pequeña.
- Tsukitachi (朔  Tsukitachi?)

Seiyū: Kōji Yusa
Capitán de la primera nave de la organización Circus. Es un optimista y un oportunista que se preocupa poco de los detalles. A pesar de que parece tranquilo, tiene un profundo conocimiento de su entorno. Con una disposición alegre, es perezoso para alguien de su rango y ha demostrado tener un gran amor por el alcohol. A menudo habla de Hirato, en relación con el otro como un amigo cercano. Debido a su alto rango como capitán, Tsukitachi posee un sombrero de copa especial que se puede transformar en un grupo de almas en pena, el control de ellas está bajo su voluntad.
- Iva' (イヴァ Iva?)

Seiyū: Yōko Honna
Teniente de la segunda nave de la organización Circus. Iva parece ser suave y femenina cuando está con las mujeres, pero actúa masculino cuando está con los hombres (excepto con Nai). Aparte es muy aficionada a Tsukumo.
- Jiki (喰 Jiki?)

Seiyū: Yūichi Nakamura
Combatiente de la primera nave de la organización Circus. Es de voz suave y buen carácter. Su especialidad son las plantas medicinales e insectos. Puede parecer frío, pero suele ser muy sociable. Sin embargo, eso también puede solo ser una fachada. Es un pervertido. Parece tener sentimientos por Tsukumo.
- Kiichi (キイチ Kiichi?)

Seiyū: Eri Kitamura
Combatiente de la primera nave de la organización Circus. De personalidad orgullosa y perfeccionista. Al ser de carácter fuerte y de poseer un odio al perder, le va bien en las batallas. Se ocupa de las situaciones de una manera tranquila y serena, y se ve que tiene mucho potencial como miembro Circus. Kiichi a menudo muestra ser muy franca con sus palabras, la elección de la lógica sobre la razón, cuando está en el cumplimiento de sus misiones. Tiene una rivalidad unilateral con Tsukumo que no es recíproco. Su arma de elección es una gran guadaña que maneja con gran habilidad a pesar de su gran tamaño.
- Akari (燭 Akari?)

Seiyū: Daisuke Hirakawa
Médico e investigador que trabaja para el gobierno. Es una persona dominante e insensible en algunos momentos, diciendo palabras crueles tales como: "¿Qué hay de malo en decir la verdad?. Si no te gusta, entonces mejorar las cosas!", etc. No parece tener una buena relación con Hirato, aparte, por alguna razón Yogi le tiene terror.
- Azana (アザナ Azana?)

Seiyū: Nobuhiko Okamoto
Asistente de Akari en el centro de investigación.
- Ryoushi (Kenichi Ogata  Ryoushi?)

Seiyū: Nobuhiko Okamoto
Médico bajo las órdenes de Circus.

### Kafka
- Karoku (嘉禄 Karoku?)

Seiyū: Sōichirō Hoshi
Es la persona que Nai anda buscando. Tiene 18 años y es descrito por Nai como una persona amable y al mismo tiempo es el "creador" de Nai, con el cual se comunica a través de ondas cerebrales para finalmente revelar que se encuentra en la mansión de humo, sitio que alberga a dos karokus. después de este incidente pierde la memoria y no reconoce a Nai ni a nadie de su vida antes de Kafka.
- Eliška (エリシュカ Erishuka?)

Seiyū: Satomi Satō
Es la nieta de Parnedo. Creció en un ambiente donde la trataron como una princesa, y como resultado fue criada para ser una niña egoísta que no sabe cómo ser considerada con los demás. Ella aparentemente está enamorada de Karoku.
- Parnedo (パルネド Parunedo?)

Seiyū: Masashi Hirose
Director general de Gardo Corporation y abuelo de Eliška. Es miembro de Kafka y su posible líder.
- Uro (黒白 Uro?)

Seiyū: Junichi Suwabe
Uro es un enigmático hombre con una personalidad muy engañoso. Parece muy educado y caballeroso hacia la gente común y sus superiores. Sin embargo, él es frío y despiadado hacia subordinados, como se muestra en el episodio nueve. Él también está dispuesto a matar a los subordinados en caso de que no logran una asignación. Él es fácilmente capaz de cambiar entre su corazón, personalidad cruel y su CONVIVAL, amable personalidad.

## Terminología
Circus
Organización de defensa que trabaja para el gobierno. Llevan a cabo redadas para capturar criminales y resolver crímenes que las fuerzas normales de seguridad no pueden manejar. Después de sus labores, realizan espectáculos como método de disculpa por los hechos acontecidos a los ciudadanos. Está formado por los luchadores más fuertes y capaces, que utilizan un tipo especial de pulsera para luchar, conocida como Circus I.D.
Circus I.D.
Pulsera inculcada con gran poder, que solo puede ser "activado" por su propietario. Se utilizan exclusivamente por los miembros del Circus. Les da la capacidad de volar y llevar a cabo varios ataques especiales.
Kafka
Una organización secreta que hace investigaciones genéticas ilegales. Se oponen al gobierno y trabaja contra Circus.
Varuga
Seres con habilidades especiales. Una vez fueron humanos, pero por medio de modificaciones celulares por la utilización de medicinas dadas por la organización Kafka lentamente sus cuerpos se transformaron, convirtiéndolos así en monstruos.

## Manga

### Volúmenes
| Volumen | Publicación original     | ISBN                   |
| ------- | ------------------------ | ---------------------- |
| 1       | 25 de marzo de 2008      | ISBN 978-4-7580-5341-9 |
| 2       | 25 de septiembre de 2008 | ISBN 978-4-7580-5369-3 |
| 3       | 25 de abril de 2009      | ISBN 978-4-7580-5409-6 |
| 4       | 25 de septiembre de 2009 | ISBN 978-4-7580-5444-7 |
| 5       | 25 de marzo de 2010      | ISBN 978-4-7580-5492-8 |
| 6       | 25 de octubre de 2010    | ISBN 978-4-7580-5552-9 |
| 7       | 25 de abril de 2011      | ISBN 978-4-7580-5588-8 |
| 8       | 25 de octubre de 2011    | ISBN 978-4-7580-5655-7 |
| 9       | 25 de abril de 2012      | ISBN 978-4-7580-5698-4 |
| 10      | 25 de octubre de 2012    | ISBN 978-4-7580-5747-9 |
| 11      | 25 de abril de 2013      | ISBN 978-4-7580-5803-2 |
| 12      | 25 de octubre de 2013    | ISBN 978-4-7580-5857-5 |
| 13      | 25 de abril de 2014      | ISBN 978-4-7580-5905-3 |
| 14      | 25 de octubre de 2014    | ISBN 978-4-7580-5960-2 |
| 15      | 25 de abril de 2015      | ISBN 978-4-7580-3035-9 |
| 16      | 24 de octubre de 2015    | ISBN 978-4-7580-3120-2 |
| 17      | 25 de abril de 2016      | ISBN 978-4-7580-3177-6 |
| 18      | 25 de octubre de 2016    | ISBN 978-4-7580-3233-9 |
| 19      | 25 de abril de 2017      | ISBN 978-4-7580-3269-8 |
| 20      | 25 de octubre de 2017    | ISBN 978-4-7580-3316-9 |
| 21      | 25 de abril de 2018      | ISBN 978-4-7580-3343-5 |
| 22      | 25 de octubre de 2018    | ISBN 978-4-7580-3392-3 |
| 23      | 25 de abril de 2019      | ISBN 978-4-7580-3426-5 |
| 24      | 25 de octubre de 2019    | ISBN 978-4-7580-3468-5 |
| 25      | 25 de abril de 2020      | ISBN 978-4-7580-3502-6 |
| 26      | 24 de octubre de 2020    | ISBN 978-4-7580-3552-1 |
| 27      | 24 de abril de 2021      | ISBN 978-4-7580-3599-6 |
| 28      | 25 de diciembre de 2021  | ISBN 978-4-7580-3687-0 |

Ediciones limitadas
- Una edición limitada de colección del volumen 7 (ISBN 978-4-7580-5589-5).[36]
- Una edición limitada con un DVD bonus del volumen 10 (ISBN 978-4-7580-5747-9).[37]
- Una edición limitada de colección del volumen 11 (ISBN 978-4-7580-5804-9).[38]
- Una edición limitada de colección del volumen 13 (ISBN 978-4-7580-5906-0).[39]
- Una edición limitada de colección del volumen 14 (ISBN 978-4-7580-5961-9).[40]
- Una edición limitada de colección del volumen 15 (ISBN 978-4-7580-3036-6).[41]
- Una edición limitada con un CD bonus del volumen 16 (ISBN 978-4-7580-3121-9).[42]
- Una edición limitada con un CD bonus del volumen 17 (ISBN 978-4-7580-3178-3).[43]
- Una edición limitada de colección del volumen 18 (ISBN 978-4-7580-3234-6).[44]
- Una edición limitada de colección del volumen 19 (ISBN 978-4-7580-3270-4).[45]
- Una edición limitada de colección del volumen 20 (ISBN 978-4-7580-3317-6).[46]
- Una edición limitada de colección del volumen 21 (ISBN 978-4-7580-3344-2).[47]
- Una edición limitada de colección del volumen 22 (ISBN 978-4-7580-3393-0).[48]
- Una edición limitada de colección del volumen 23 (ISBN 978-4-7580-3427-2).[49]
- Una edición limitada de colección del volumen 24 (ISBN 978-4-7580-3469-2).[50]
- Una edición limitada de colección del volumen 25 (ISBN 978-4-7580-3503-3).[51]
- Una edición limitada de colección del volumen 26 (ISBN 978-4-7580-3552-1).[52]
- Una edición limitada de colección del volumen 27 (ISBN 978-4-7580-3600-9).[53]
- Una edición limitada de colección del volumen 28 (ISBN 978-4-7580-3688-7).[54]

## Música
Opening
- "Henai no Rondo" (偏愛の輪舞曲) por GRANRODEO.[55]

Ending
- "REASON" por KAmiYU[55]